# Marco Ringel

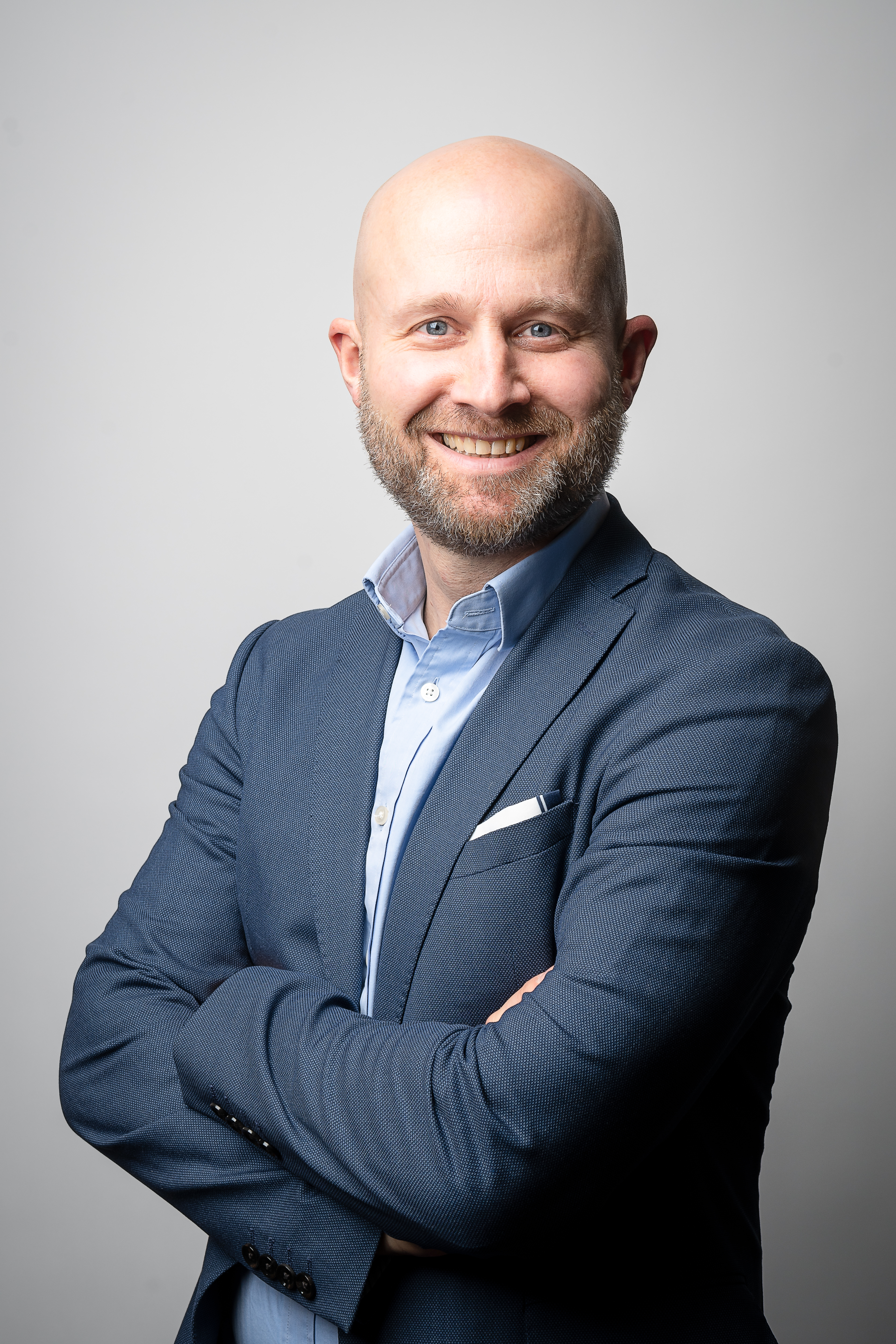
Marco Ringel 2021

Marco Ringel (* 20. Dezember 1977 in Trier) ist ein deutscher Autor, Spieleautor, YouTuber, Unternehmer und Kommunikationstrainer.

## Leben
Ringel studierte an der Universität Koblenz-Landau Musik und Biologie auf Lehramt. Er arbeitete in Trier als Realschullehrer und ist Autor für Schulbuchverlage. Neben Lehrerhandbüchern und Schulbüchern (Schöningh-Verlag) komponierte er ein Schulmusical mit dem Titel Todos Dias (Kohl-Verlag). Zeitgleich arbeitete er als selbständiger Musiker und freiberuflicher Rhetoriktrainer. Seit dem Jahr 2014 leitet er das Staatliche Studienseminar für das Lehramt an Realschulen plus Trier.
Marco Ringel spielte als Mitglied verschiedener Bands bei Karnevalssitzungen. Er analysierte karnevalistische Moderationen und Büttenreden und erarbeitete Hilfestellungen für Karnevalisten. Seit dem Jahr 2010 bietet er im deutschsprachigen Raum Seminare für Karnevalisten an.
Seit dem Jahr 2018 produziert und moderiert er die YouTube-Sendung Schule im Gespräch. In der wöchentlich erscheinenden Sendung spricht er jeweils mit einem Studiogast über einen Aspekt rund um Bildung und Schule.
Gemeinsam mit Christoph Ludwig entwickelte Marco Ringel 2022 eine neuartige Methode, um Bienenvölker zu dokumentieren. Auf der von den beiden erfundenen Pin-Stock-Karte werden für die Entwicklung eines Bienenvolkes relevante Kriterien mit Pinnadeln auf einer skalierten Platte gesteckt. Im Jahr 2024 entwickelten sie eine App, mit der die analogen Karten automatisch digitalisiert werden können. Im Jahr 2025 entwickelte Ringel ein Brettspiel mit dem Titel "Imker - Das Spiel", indem 2 bis 4 Spielende ihre Imkerei durch ein Bienenjahr führen.
Im Jahr 2022 gründete Ringel gemeinsam mit Marcel Herber und Patrick Mrosek eine Kampfsportschule, in der das Selbstverteidigungssystem Krav Maga unterrichtet wird. Seit dem Jahr 2025 führen Ringel und Mrosek das Unternehmen alleine weiter.
Ringel ist Vater dreier Töchter und lebt in Pluwig bei Trier.

## Trivia
Die in Tatort: Tanzmariechen vorgetragene Büttenrede wurde von Ringel im Auftrag der Produktionsfirma geschrieben. In der Episode kommen nur kleine Auszüge der Rede vor.

## Veröffentlichungen
Fachbücher 
- Fit für die Bütt. Karnevalsrhetorik für Büttenredner, Sitzungspräsidenten und Prinzenpaare. St. Ingbert (Röhrig-Verlag) 2017. ISBN 978-3-96227-002-5.
- Erfolgreich unterrichten kompakt. Ein Handbuch für angehende Lehrkräfte. Hannover (Kallmeyer in Verbindung mit Klett) 2021. ISBN 978-3-7727-1596-9.
- Dein Lehrerstarter-Kit: "Was mache ich in der ersten Stunde?" und 99 andere Antworten auf die drängendsten Fragen junger Lehrkräfte. Hannover (Kallmeyer in Verbindung mit Klett) 2024. ISBN 978-3-7727-1768-0.
- Imkernotizbuch: Für Imkerei und Alltag: Viel Platz für Notizen, gespickt mit Imkerwissen und Humor (Independently published) 2024.
- Imkerregeln. Lehrreich, lustig, lebensnah – gereimte Sprüche mit Witz und Wahrheit. (Independently published) 2025. ISBN 978-3982755823.

 Lehrerhandbücher 
- EinFach Musik. Klassenmusizieren. Eine Klasse wird zur Band. Paderborn (Schöningh) 2008. ISBN 978-3-14-018088-7.
- EinFach Musik. Musiktheorie spielerisch erarbeiten. Paderborn (Schöningh) 2009. ISBN 978-3-14-018084-9.
- EinFach Musik. Kreativer Musikunterricht. Ausgewählte Beispiele und Methoden. Paderborn (Schöningh) 2009. ISBN 978-3-14-018070-2.
- EinFach Musik. Musical. Paderborn (Schöningh) 2013. ISBN 978-3-14-018097-9.
- Clausen, Bernd; Schläbitz, Norbert (Hrsg.): O-Ton 1. Lehrerhandbuch. Paderborn (Schöningh) 2012. ISBN 978-3-14-018048-1.
- Clausen, Bernd; Schläbitz, Norbert (Hrsg.): O-Ton 2. Lehrerhandbuch. Paderborn (Schöningh) 2013. ISBN 978-3-14-018049-8.

 Schulbücher 
- Clausen, Bernd; Schläbitz, Norbert (Hrsg.): O-Ton 1. Arbeitsbuch für den Musikunterricht. (Schöningh) 2011. ISBN 978-3-14-018045-0.
- Clausen, Bernd; Schläbitz, Norbert (Hrsg.): O-Ton 2. Arbeitsbuch für den Musikunterricht. Paderborn (Schöningh) 2012. ISBN 978-3-14-018046-7.
- Clausen, Bernd; Schläbitz, Norbert (Hrsg.): O-Ton 1. Arbeitsbuch für den Musikunterricht. (Westermann) 2021. ISBN 978-3-14-143600-6.
- Clausen, Bernd; Schläbitz, Norbert (Hrsg.): O-Ton 2. Arbeitsbuch für den Musikunterricht. (Westermann) 2023. ISBN 978-3-14-143606-8.

 Medienpakete 
- Clausen, Bernd; Schläbitz, Norbert (Hrsg.): O-Ton 1. Medienpaket. Paderborn (Schöningh) 2011. ISBN 978-3-14-062504-3.
- Clausen, Bernd; Schläbitz, Norbert (Hrsg.): O-Ton 2. Medienpaket. Paderborn (Schöningh) 2012. ISBN 978-3-14-062505-0.

 Schulmusical 
- Todos Dias. Die Welt der brasilianischen Straßenkinder. Ein Musical über Elend und Drogenproblematik. Kerpen (Kohl-Verlag) 2009. ISBN 978-3-86632-956-0.

 Brettspiel
- Imker - Das Spiel. Pluwig (PSK Beekeeping) 2025.

 Lernspiel 
- Fragen Fragen Fragen. Gesprächsanreize für die Vertretungsstunde. Hannover (Kallmeyer in Verbindung mit Klett) 2024. EAN 4250344931348.